# Gerhard Unmaze

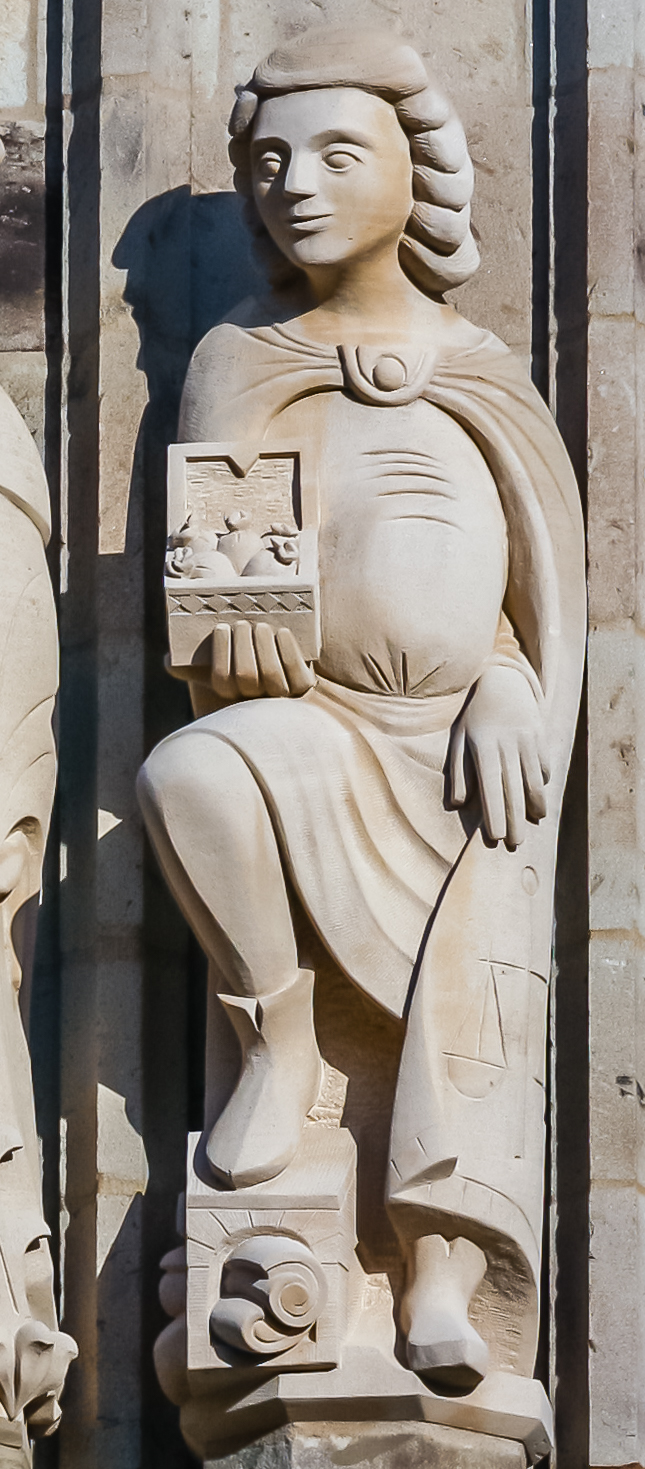
Figur von Gerhard Unmaze am Kölner Rathausturm. Die offen dargebotene und mit Geldsäckchen gefüllte Kassette sowie die Urkunden am Fuße stehen für seine mildtätigen Schenkungen; der rechte Fuß steht auf einer Architektur, die an das mittelalterliche Stapelhaus erinnert. Die am Mantel grafisch angedeutete Waage steht für seine Kaufmannstätigkeit.

Gerhard Unmaze (* vor 1145; † 21. Januar 1198) war ein Kaufmann aus Köln, der zu den Begründern des Kölner Bankwesens gehörte. In der zweiten Hälfte des 12. Jahrhunderts lenkten er und seine Familie maßgeblich das Wirtschaftsgeschehen der Stadt, die zu dieser Zeit die größte im Reichsgebiet und die bedeutendste Fernhandelsmetropole Mitteleuropas war.

## Biographie

### Familie
Gerhard Unmaze („unmäßig, unbescheiden“) entstammte einer Kölner Familie, die vermutlich schon bei seiner Geburt zu der wohlhabenden Oberschicht der Stadt gehörte; seine Familie war die größte Grundbesitzerin in Köln. Er hatte einen Bruder Dietrich, der Vater war „Amtmann der Altstadtgemeinde St. Laurenz“. Unmaze war im 12. Jahrhundert einer der am besten dokumentierten und daher bekannteste Bürger Kölns.

### Tätigkeiten
Bei der ersten Erwähnung von Gerhard Unmaze in einer Urkunde aus dem Jahre 1166 hatte dieser bereits hohe Ämter in der Stadt als Advokat und erzbischöflicher Untervogt inne. Neben diesen öffentlichen Ämtern arbeitete er auch als international tätiger Großkaufmann und Finanzier. Sein geerbtes Vermögen versetzte den seit 1169 im Amt als oberstem städtischen Zollmeister (theolonarius oder thelonearius) tätigen Unmaze in die Lage, Fernhandel und Geldverleih zu betreiben. Sein Amt als Zollmeister gehörte zu den wichtigsten und lukrativsten Ämtern in der Handelsstadt Köln.
Unmazes Kerngeschäft war zunächst die Geldleihe, wobei ihm die Schuldner oftmals ihren Grundbesitz zu verpfänden hatten, wodurch er seinen Immobilienbesitz ausbauen konnte, vor allem im Martinsviertel. Im Jahre 1174 gewährte er ein Darlehen an den Kölner Erzbischof Philipp von Heinsberg in Höhe von 650 Mark für dessen Teilnahme am fünften Italienzug von Friedrich Barbarossa. Dazu verpfändete der Erzbischof das Zollprivileg für 140 Kilogramm Silber an Unmaze.

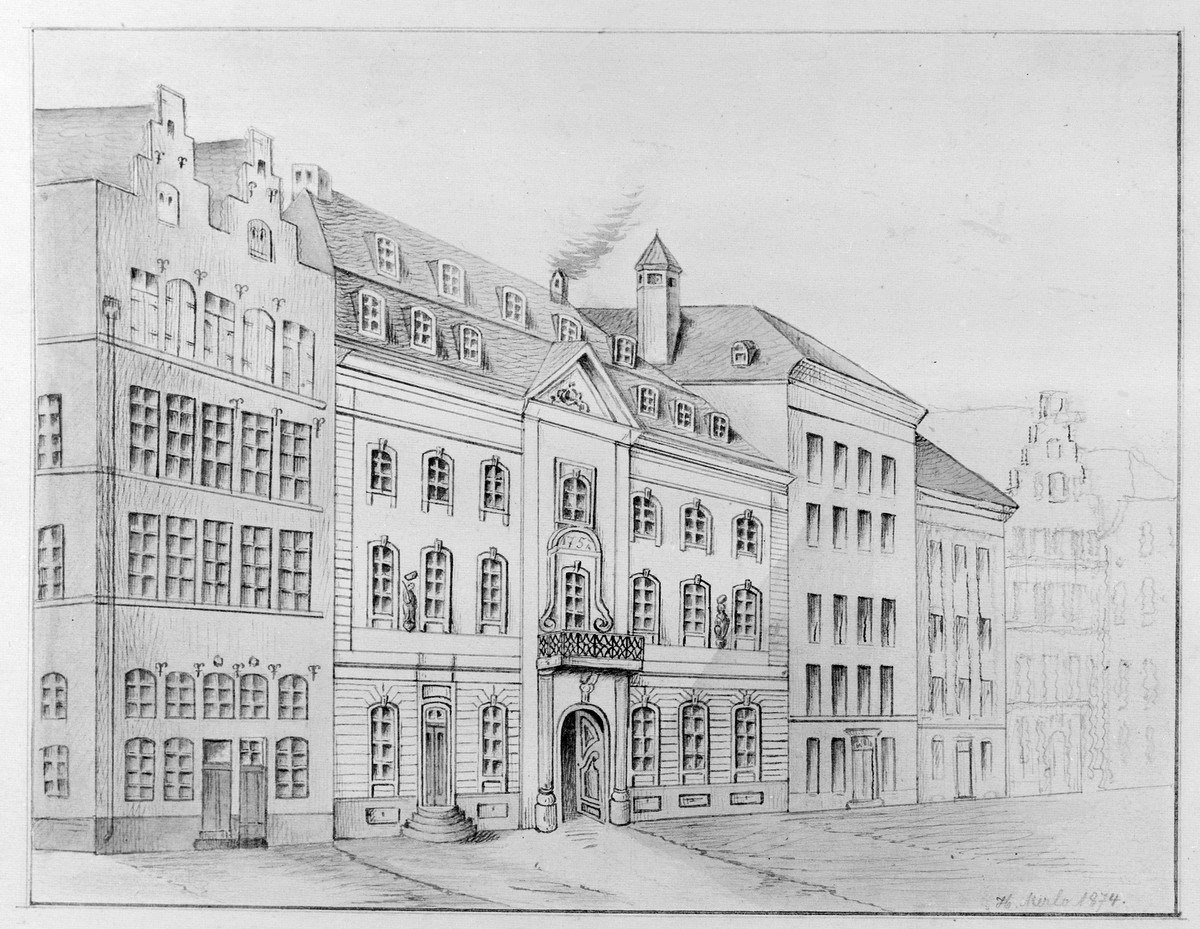
Brabanter Hof des Gerhard Unmaze - Am Hof 20–22 (aquarellierte Federzeichnung von Johann Jakob Merlo, 1874)

Zur Sicherheit verpfändete der Erzbischof Unmaze zusätzlich sein Haus Am Hof 20–22, das spätestens 1182 in den Besitz Unmazes überging. Unmaze legte es mit dem ihm gehörenden benachbarten Haus zusammen und residierte nun im „Brabanter Hof“ (auch „Haus zur Krone“) Am Hof 20–22, weshalb er seinen charakterisierenden Namen Unmaze ablegte und sich Gerhard vom Hof (Gerardus de Curia) nannte. Er erhielt auch den Namen „Immoderatus“, was sowohl unvergleichlich als auch maßlos bedeuten kann.
Gemeinsam mit seinem Schwiegersohn und Neffen Gerhard Miles, Sohn seines Bruders Dietrich, gründete er ein Handelskonsortium zum weiteren Erwerb von Grundstücken, um das erwirtschaftete Finanzkapital anzulegen. Die Grundstücke befanden sich vorzugsweise in der Nähe von Marktplätzen. Er hatte ein Haus an der Kornpforte, die auf den heutigen Heumarkt zuführte. Ihm gehörten zudem in der Nähe gelegene Verkaufshallen für Pelz und Leder. Er scheint auch am Getreidehandel beteiligt gewesen zu sein und besaß Backhäuser, die „zu einem beträchtlichen Preis“ an Bäcker vermietet wurden, sowie landwirtschaftliche Flächen außerhalb der Stadtmauer.
Zum Familienbesitz gehörten mehrere Höfe innerhalb der Mauern, größere herrschaftliche Anwesen, die unter anderem reichen Kölner Bürgern als Wohnsitz dienten oder Territorialherren, die von außerhalb nach Köln kamen. Gerhard Unmaze selbst bewohnte einen Hof gegenüber dem Erzbischöflichen Palast; er und sein Bruder kauften zudem planmäßig Häuser und Grundstücke an der Straße Am Hof in unmittelbarer Nähe des Doms auf. „Keiner anderen Kölner Familie gelang damals eine ähnliche Konzentration ihres Besitzes in einer so wertvollen, Macht und Geltung repräsentierenden Lage.“ Zudem stiftete die Familie Häuser, Grundbesitz und Renten an verschiedene Kirchen und Klöster.
Da ein Teil der Zölle für Waren von den Kaufleuten in Naturalien – wie etwa Pfeffer – bezahlt wurde, betätigte sich Unmaze in der Folge auch im Handel. Er wurde 1182 Ministeriale des Erzstifts Köln, zwischen 1183 und 1186 war er Kölner Bürgermeister. Unmaze war auch erzbischöflicher Untervogt, hatte als Schöffenmeister den Vorsitz im wichtigsten Selbstverwaltungsgremium der Stadt, war Amtmann der Richerzeche und Bürgermeister, eine Häufung von Ämtern, in denen er sowohl (als Ministeriale) den mächtigen Erzbischof als Stadtherrn als auch die Bürger der Stadt vertrat, „ein erstes Beispiel für den kölschen Klüngel“. Er war Vogt des Klosters Vallendar und verwaltete als solcher dessen Vermögen.
Gerhard Unmaze gehörte zu den Kölner Finanziers, die die Wahl Ottos aus dem Haus der Welfen zum deutschen König unterstützten. Ottos Mutter war die englische Königstochter Mathilde, sein Vater Heinrich der Löwe. Er war in England aufgewachsen, und sein Onkel König Richard Löwenherz, der selbst lebhafte Kontakte mit Köln unterhielt, hatte großes Interesse daran, seinen Neffen auf dem deutschen Thron zu sehen. Da die Kölner Kaufleute intensiven Handel mit der britischen Insel trieben und dort besondere Zollprivilegien erhalten hatten, unterstützten sie dieses Vorhaben mit erheblichen Summen. Otto revanchierte sich bei den Kölnern, indem er ihnen Zollfreiheit im ganzen Reich gewährte und der Stadt noch an seinem Krönungstag ein Münzprivileg ausstellte. Außerdem bekam der Erzbischof auf Betreiben der Kölner Ländereien und Rechte zugesprochen, die es ihm ermöglichten, seine Schulden bei den Bürgern der Stadt zurückzubezahlen.
Unmaze war zweimal verheiratet, hatte aber keine leiblichen Kinder. Er adoptierte Richmud (auch Richmodis; * vor 1188, † nach 1243), die Tochter seiner zweiten Frau aus deren erster Ehe, der ihr leiblicher Vater einen umfangreichen Besitz hinterlassen hatte. Sie wurde mit Gerhard Unmazes Neffen, Gerhard mit dem Beinamen Miles (Ritter), verheiratet, der bei ihm offenbar die Stelle eines Sohnes einnahm. 1197 nahm dieser an dem Kreuzzug Heinrichs VI. teil, was offensichtlich als „Geschäftsreise“ gedacht war. Schon damals reichten die Geschäftsverbindungen der Kölner Kaufmannschaft, die auch eigene Seeschiffe besaß, bis in den Mittelmeerraum. Auf dieser Reise kam er ums Leben – wahrscheinlich ertrank er bei einem Schiffsunglück. Gerhard Unmazes Amt als Zollmeister hatte er bis 1196 inne. Er gehörte neben den Münzmeistern Constantin und Lambert zur Führung des Konsortiums von 1197/1198, das 1197 der englischen Krone unter Richard Löwenherz Geld lieh. Als Unmaze kurz nach dieser Transaktion verstarb, erbte Miles 26-jährige Witwe Richmud das gesamte Familienvermögen, bis auf Unmazes großes Haus Am Hof 20–22, das in den Besitz Theoderichs des Vogts und Winemar des Schenks gelangte. Richmud gründete 1198 das Kloster Weiher in Köln, trat mit ihren vier kleinen Töchtern ein und vermachte ihr riesiges Vermögen aus drei Erbfällen an das Kloster.

## Unmaze undDer guote Gêrhart
Die titelgebende Hauptfigur in dem um 1215 entstandenen mittelhochdeutschen Epos Der guote Gêrhart von Rudolf von Ems ist ein reicher Kölner Kaufmann namens Gerhard. Friedrich Sengle stellte 1950 die These auf, dass Gerhard Unmaze sein historisches Vorbild gewesen sei, auch wenn die konkreten Lebensumstände Gerhard Unmazes kaum zu der Fabel passen. Diese These wurde in der Germanistik, vor allem durch Helmut Brackert, zunächst weithin abgelehnt. Neuerdings wird jedoch wieder die Auffassung vertreten, dass Rudolfs Epos, wenn auch in legendenhafter Stilisierung und Überhöhung, auf die realen Lebensumstände Gerhards Bezug nimmt.

## Gedenken der Stadt
Gerhard Unmaze wurde in das Figurenprogramm für den Kölner Rathausturm aufgenommen (Nr. 26, 1. OG). Die Plastik wurde von dem Kölner Bildhauer Rainer Walk geschaffen.